# HD 55111
HD 55111，又名BD+05 1577，SAO 115062、HR 2710，是一颗恒星，视星等为6.09，位于銀經210.2，銀緯7.11，其B1900.0坐标为赤經7h 6m 31.3s，赤緯+5° 7.11′ 14″。